# アレクサンダル・トリショヴィッチ
アレクサンダル・トリショヴィッチ(Aleksandar Trišović、1983年11月25日 - )は、ユーゴスラビア（現・セルビア）出身の元サッカー選手。元セルビア代表。ポジションはMF。主戦場は左サイドである。

## 経歴
FKスロガ・クラリェヴォの下部組織に在籍していたが、FKマチュヴァ・シャバツ、OFKベオグラードと下部組織を転々とする。18歳の誕生日の少し前、2001年にOFKベオグラードでプロデビュー。在籍3年間で39試合に出場した。2004-2005シーズンはウクライナのFCヴォリン・ルーツィクへ移籍し、28試合出場、7得点を記録した。翌2005-2006シーズンは、同じウクライナのFCクリフバス・クリヴィー・リフ(en)へ移籍。1シーズンの在籍で、24試合出場、1得点を挙げた。2006年8月にはセルビアのレッドスター・ベオグラードへ移籍することとなった。2006-2007シーズンこそ21試合に出場したものの、2007-2008シーズンにはほとんど出場機会を得られず、2008年1月にウクライナのFCメタリスト・ハルキウへ移籍した。
セルビア代表として、2006年8月16日のチェコ戦に後半から出場、代表初キャップを記録している。また、同じ試合で代表初ゴールもマークしている。

## 所属クラブ
- OFKベオグラード 2001-2004
- FCヴォリン・ルーツィク 2004-2005
- クリフバス・クリヴィー・リフ(en) 2005-2006
- レッドスター・ベオグラード 2006-2008
- FCメタリスト・ハルキウ 2008-2011
- FCホヴェルラ・ウージュホロド 2011-2013
- FKラドニチュキ・ニシュ 2013-2014